# Never Too Late
| Оценки критиков | Оценки критиков |
| Источник        | Оценка          |
| --------------- | --------------- |
| AllMusic        | [ 1 ]           |

Never Too Late — четырнадцатый студийный альбом британской группы Status Quo, выпущенный 13 марта 1981 года. Как и Just Supposin' он был записан во время тех же сессий в Windmill Lane Studios, в Дублине, и спродюсирован группой вместе с Джоном Эденом. Альбом занял второе место в чартах Великобритании.
Отдельно от альбома был выпущен только один сингл, кавер-версия песни 'Something 'Bout You Baby I Like', ранее исполнявшаяся Томом Джонсом, Гленом Кэмпбеллом и Ритой Кулидж, вместе с би-сайдом 'Enough is Enough'. Также на песню было снято музыкальное видео, снятое Godley & Creme.
В конце 1981 года был выпущен сингл с альбома 'Just Supposin'' .
Это последний альбом, записанный составом, именуемым «безумной четвёркой» (англ. Frantic four); в конце 1981 года барабанщик Джон Коглан покинул группу, и в начале следующего года был заменён Питом Кирхером.

## Обзор
Ретро-обзор Allmusic содержит смешанный отзыв. Так, рецензент критикует избыток клавишных в миксе, но положительно выделяет большинство оригинальных песен. Альбом, как и его «близнец» «Just Supposin'», были описаны словами: «Ни один из этих альбомов не может быть причислен к классике Status Quo, но также оба не могут быть названы посредственными».

## Список композиций
Сторона 1
1. «Never Too Late» (Фрэнсис Росси, Берни Фрост) — 3:59
2. «Something 'Bout You Baby I Like[англ.]» (Ричард Супа[англ.]) — 2:51
3. «Take Me Away» (Рик Парфитт, Энди Баун[англ.]) — 4:49
4. «Falling in Falling Out» (Парфитт, Боун, Боб Янг[англ.]) — 4:15
5. «Carol» (Чак Берри) — 3:41

Сторона 2
1. «Long Ago» (Росси, Фрост) — 3:46
2. «Mountain Lady» (Алан Ланкастер) — 5:06
3. «Don’t Stop Me Now» (Ланкастер, Баун) — 3:43
4. «Enough is Enough» (Росси, Парфитт, Фрост) — 2:54
5. «Riverside» (Росси, Фрост) — 5:04

### Бонус-трек на переиздании 2005 года
1. «Rock 'n' Roll[англ.]» (сингловая версия) (Росси, Фрост)

## Участники записи
- Фрэнсис Росси — гитара, вокал
- Рик Парфитт — гитара, вокал
- Алан Ланкастер — бас, вокал
- Джон Коглан — ударные

Дополнительный персонал
- Энди Баун[англ.] — клавишные
- Берни Фрост — бэк-вокал